# 鱗

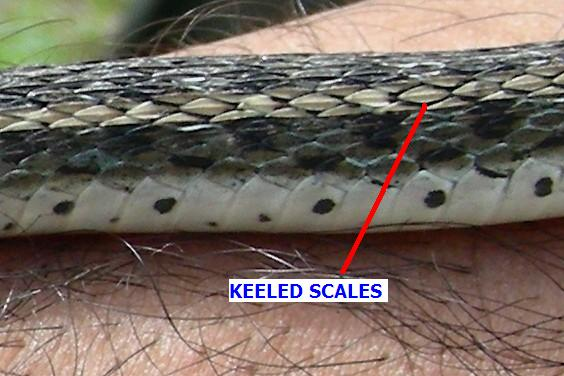
ヘビの鱗とヒトの体毛

鱗（うろこ、ギリシア語: λεπις (lepis)、ラテン語: squama）は、動物の体表を覆う硬質の小片状の組織である。
主な役目として、動物の体を外部環境の変化から守り、攻撃から防御する。防御のため一枚板の装甲板で体表を覆った場合、その動物の体の可動性は著しく損なわれるが、これを小片に分割し、小装甲板の間に可動性を持たせれば、かなりの防御性を維持したまま身体の可動性を得ることができる。
さまざまな分類群の動物が鱗を発達させたが、その起源、構造、組成などは異なる。

## 魚類の鱗

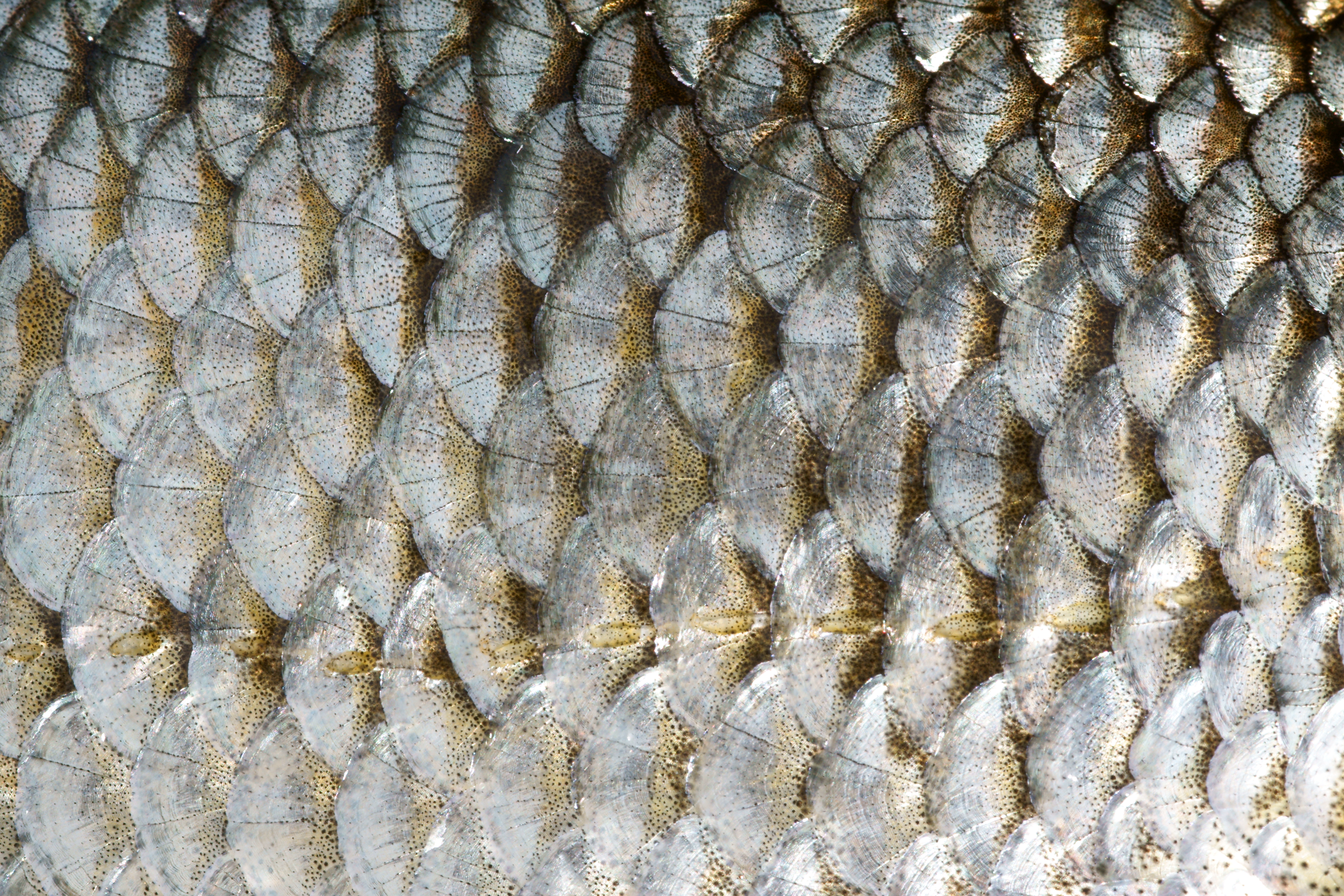
ローチ (コイ科)の鱗

魚類の鱗は真皮の内部に発達した骨格（皮骨）であり、ハイドロキシアパタイト（リン酸カルシウム）を主成分とする。その表面は粘膜性の表皮に覆われており、真皮に埋伏している。鱗の基本構造は、繊維層の上に骨質層が、その上にさらに象牙質とエナメル質（厳密にはエナメロイドと呼ぶ類エナメル質）の層が重層した構造を基本とするが（硬鱗）、より新しい時代に登場した魚類では象牙質やエナメル質の層が退化して、繊維層と骨質層のみを持つ鱗（軟鱗）になっている。すなわち、だんだんと重くて厚い鱗から、軽くて薄い鱗へと進化している。
骨質層と象牙質層は真皮由来の細胞によって、エナメル質は表皮由来の細胞によって形成される。脊椎動物の歯はこの3層構造の鱗の口腔周辺に分布するものが、摂食器官として分化したものと考えられている。
ウナギなどの鱗が退化している魚では粘液によって体表を防御する傾向が強まるため、特に粘液の分泌が多い。また、稚魚、幼魚も鱗は未発達で、もっぱら粘液によって体表を防御している。

### 軟骨魚類

#### 楯鱗
楯鱗は軟骨魚類に特有の鱗であり、特にサメ類で発達している。骨質の基底板と、ここから伸びる突起からなり、突起は内側から、血管や神経の入る髄腔、象牙質、エナメロイドによって構成される。基本的な構造は歯と同じであるため、皮歯と呼ばれることもある。楯鱗の基部の骨質板は真皮層にあり、突起は外側に向かって棘状に伸び、体外に露出する。棘の形態は分類の指標にされることもある。楯鱗は体表に細かな凹凸を作る。この凹凸が、サメが泳ぐときに体表にできる乱流を弱め、推進効率を高めているとされ、これにヒントを得た水着が開発されている。

### 硬骨魚類

#### 硬鱗
広義の硬鱗には、コズミン鱗とガノイン鱗が含まれる。狭義にはガノイン鱗を指して硬鱗と呼ぶ。
コズミン鱗
コズミン鱗は、初期の硬骨魚類の鱗であり、絶滅した肉鰭類の化石種ではよく発達している。現生種ではシーラカンス目、オーストラリアハイギョ等の鱗が、コズミン層の退化したコズミン鱗だとされている。基部は骨質の基底板で、その上に象牙質の変化したコズミン層、薄いエナメロイド層が重なっている。エナメロイド層が骨質に置き換わっている場合もある。コズミン層には細孔が多数あり、体液が通っている。
ガノイン鱗
ガノイン鱗も初期の硬骨魚類の鱗であり、軟質類や全骨類に特有。現生種ではガー目、チョウザメ目等。また、現生のアミアは、化石種に比べるとガノイン層が退化している。ガノイン鱗は板状の骨質板の上に血管の層が形成され、その上に真皮性の象牙質と表皮性のエナメル質の両方に由来する、光沢のあるガノイン層が重なっている。ポリプテルスの鱗もガノイン鱗の一種だが、骨質板とガノイン層の間に純正の象牙質であるコズミン層と類似した構造が見られ、これを特にパレオニスクス鱗と呼ぶこともある。ガーやポリプテルスでは、となりあったガノイン鱗同士が鉤で連結し、体表を硬く覆っている。また、英語ではGanoid scalesと呼ばれるためガノイド鱗と書かれることもある。

#### 軟鱗
硬鱗より新しい時代に登場した魚類では象牙質やエナメル質の層が退化して、繊維層と骨質層のみを持つ鱗（軟鱗）になる。

#### 葉状鱗（円鱗と櫛鱗）
現生の硬骨魚類のほとんどを占める真骨類の鱗は、象牙質やエナメル質が完全に退化した円鱗か櫛鱗である。櫛鱗は円鱗の遠心端に付属的な構造がつくだけなので、どちらも基本構造は同じであり、あわせて葉状鱗と呼ぶこともある。
これらの鱗は一般に薄片状で、コラーゲン線維でできた線維層の上に硬い骨質層が重なっている。円鱗はマイワシ、コイ、サケなどに見られ、櫛鱗はスズキ、マダイなどに見られる。ヒラメでは有眼側（眼のあるほうの体側）が櫛鱗、無眼側（眼のないほうの体側）が円鱗になっている。アジなどで見られる鋭い突起をもつ鱗は稜鱗と呼ばれる。このほかにもさまざまに変形した鱗がある。ハコフグの硬い体表や、ハリセンボンの棘も鱗が変形したものである。
円鱗や櫛鱗は、となりあった鱗が重なり合うことによって、体表の保護と体の屈曲のしやすさを兼ね備えた構造になっている。
円鱗と櫛鱗の表面には、同心円状の隆起線と放射状の溝条が見られる。水温が高く魚の成長が早い時期には鱗も早く成長し、水温が低く魚の成長が遅い時期には鱗の成長が停滞し、この時期に同心円状の紋様（休止帯）が形成される。したがって、木の年輪と同じく、これを数えることで魚の年輪が査定できる。しかし、夏季や産卵期に成長が停滞し休止帯が形成される場合もあるので、正確な年齢査定にはその魚種の特性をよく知っておく必要がある。放射状の溝条は、鱗の変形と回復を容易にし、柔軟性を持たせる意味がある。

### 調理
魚を食用に調理するとき、イサキ、鯛など鱗のかたい魚種の場合、鱗を取り除くために、「こけびき」「うろことり」という専用の調理器具を用いることがあり、また作業名をもそうよぶことがある。魚体の尾から頭に向かって、うろこをこそげ落とすように使用する。イワシやアジなど小型魚の場合は、包丁のほうが便利である。また、アマダイの松笠揚げ（うろこ焼き）、コイのうま煮(甘煮)のようにわざとうろこを残して調理することもある。

## 四肢動物の鱗

### 両生類
絶滅した古生代の両生類の一部には、魚類と同じ皮骨性の鱗があった。エリオプスの鱗は退化した小さな骨片状で、皮膚を完全には覆っていなかったが、トリメロラキスの鱗は互いに重なり合い、魚と同じような構造だった。
現生の両生類では、アシナシイモリの体の皺の間に痕跡的な鱗がある。

### 爬虫類
爬虫類の鱗は、魚類の鱗と違い、表皮起源である。基本的には硬質タンパクのケラチンを主体とした角質で構成されているため角鱗と呼ばれる。魚類の場合、皮膚の表層に板状の鱗が埋め込まれた構造になっているが、爬虫類では、皮膚の一番外側の厚く角質化した層が、動きやすいように小片に分割されたものである。魚類では鱗は生きた組織に覆われているためそのまま成長するが、爬虫類の鱗は鱗の下にだけ生きた組織があるため、周期的に皮下で新しい角質が生成され、外側の古くなった部分は新しい角質層との間の層で剥がれて脱落する。これが脱皮に当たる。また、鱗の下の真皮に魚の鱗と似たような骨片（皮骨）が形成されて強化される場合もある。
多くの有鱗目では、鱗は互いに重なり合い、外側から見える部分は硬いβケラチンで覆われ、鱗の付け根の部分はやわらかいαケラチンで覆われている。また、付け根部分の、隣の鱗との連結部はヒンジ状の構造になっていて、柔軟性を高めている。ヤモリ科などのように、鱗が重なり合わず粒状になっているものもある。また、トカゲやヤモリには鱗が非常に剥がれやすく、捕まったときに鱗をむいて逃げる種類もある。ヘビは、きわめて柔軟な体を持ち、大きな獲物を飲み込めるように皮膚を伸縮させることができるが、このため、鱗同士は強固に連結せず、一つ一つの鱗が先端は重なり合いながらも、基部は独立して皮膚に癒着している。皮膚を伸ばしたときには鱗同士の間隔が広がり、柔軟な皮膚が露出する。皮膚を縮めると鱗同士はもとどおりにすき間なく重なり合う。一部のトカゲとワニでは、鱗の下の真皮中に皮骨が形成される。頭部では頭骨、皮骨、鱗が融合して丈夫な構造を作る。さらにカメでは、真皮表面に形成された皮骨が、外側の鱗、内側の骨格と癒合し、頑丈な甲羅を形成する。
哺乳類の体毛、鳥類の羽毛も、祖先の爬虫類の鱗が変形したものだと考えられていたが、今日では鱗とは別起源との説が有力になっている。

### 鳥類

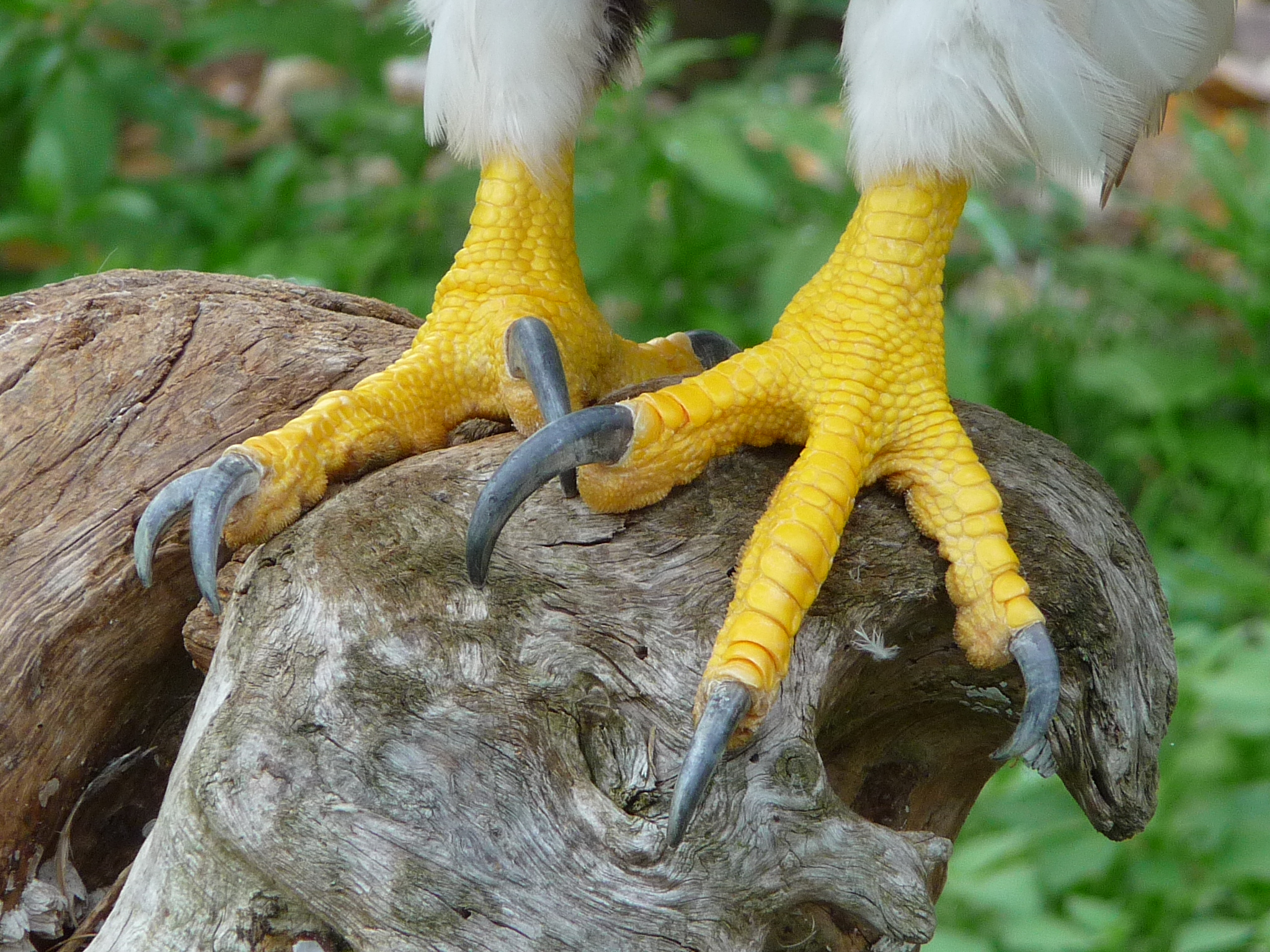
オオワシの脚

鳥類では、一説には鱗から羽毛が進化したとも言われ、元来の鱗は失われている。ただし脚の部分には鱗様の形態が残っている。

### 哺乳類
哺乳類では、ネズミ目の尾などに角質の鱗がある。
センザンコウ類には、二次的に発達した鱗が背面全体を覆う。
哺乳類の体毛は鳥類の羽毛同様鱗から進化したとも言われている。その鳥類同様ほぼ鱗は失われ、皮膚上の名残は爪というかたちで留まるのみである。ただし歯は上記項目『魚類の鱗』に記載されるように鱗から由来する相同器官である。

## 無脊椎動物の鱗

### 多毛類
ウロコムシなどの一部の多毛類は、背面が、背触鬚が変化したキチン質の鱗によって覆われている。

### 昆虫
チョウ目の翅の表面構造は、クチクラの鱗状の組織で覆われており、鱗粉と呼ばれている。これは体表の毛が変化したものであり、1個の上皮細胞が強くキチン化して死に、ソケット状の孔から容易に離脱できるようになったもののひとつである。
他に、シミ目の昆虫も、体表を鱗で覆われている。

### 棘皮動物
いずれも全身を骨片で覆われているが、特にクモヒトデ類の腕の部分ではそれが鱗状になっている。

### その他
- 腹毛動物門：イタチムシ目

- 原生動物・有殻糸状根足虫類：ウロコカムリ（鱗状の板で殻を作る）

## 鱗の文化

### 伝承
『韓非子』によれば、竜には逆鱗がある。旧約聖書のレビ記では水中に住む鰭と鱗を持たない動物を不浄であるとして食用にしたり生贄にしたりしてはならないとしている。

### 意匠

#### 模様
連続文様の鱗文様。正三角形または二等辺三角形の連続による。日本の能や歌舞伎の、鬼女や蛇の化身の衣装に用いられることがある。

#### 家紋

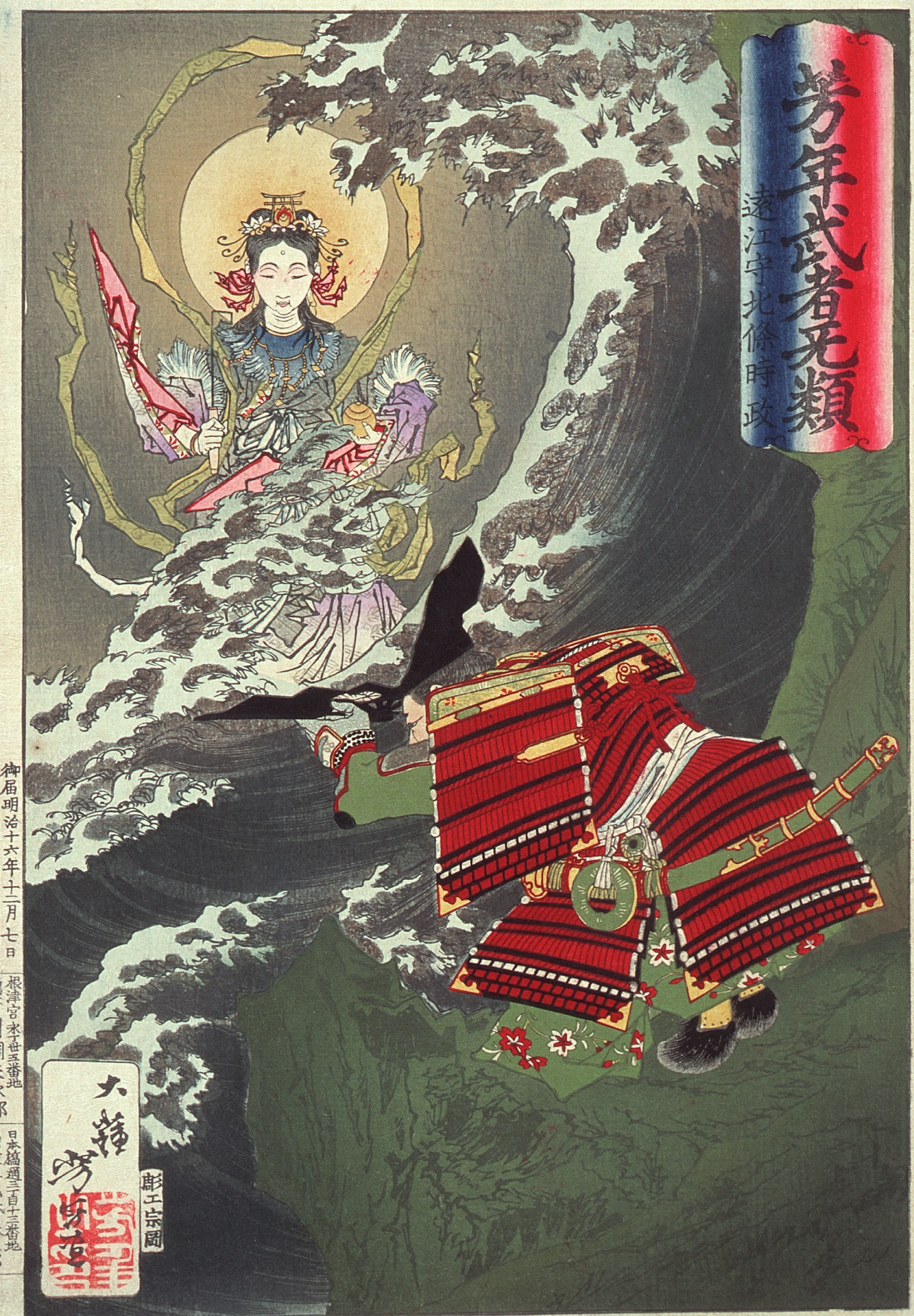
祈りの最中に現れた弁財天が蛇に変化し、そのとき剥がれた3枚の鱗をおしいただく北条時政。以降北条家は3つ鱗を家紋としたと言われる。月岡芳年画

鱗紋（うろこもん）は、正三角形または二等辺三角形の、単数または複数の構成による家紋である。日本では古墳の壁画などの文様として見られるが、形状から、魚や蛇、龍の鱗が連想されて「鱗紋」といわれている。緒方氏、北条氏の鱗紋は、蛇に関する伝承から用いられたものとされる。

#### 図案
正三角形一つを描いた「一つ鱗」が基本形である。それを3つ山形に積み上げたものを「三つ鱗」といい、それに丸をつけたものが多用される。三つ鱗は桓武平氏の定紋・揚羽蝶に準じる替紋で緒方氏、北条氏などが用い、後北条氏が用いた高さを低く変形させた三つ鱗は「北条鱗」と呼ばれる。ほかに、「対い鱗」「六つ鱗」「五つ鱗車」などがある。

一つ鱗
三つ鱗 緒方氏 北条氏（執権）などが用いた。
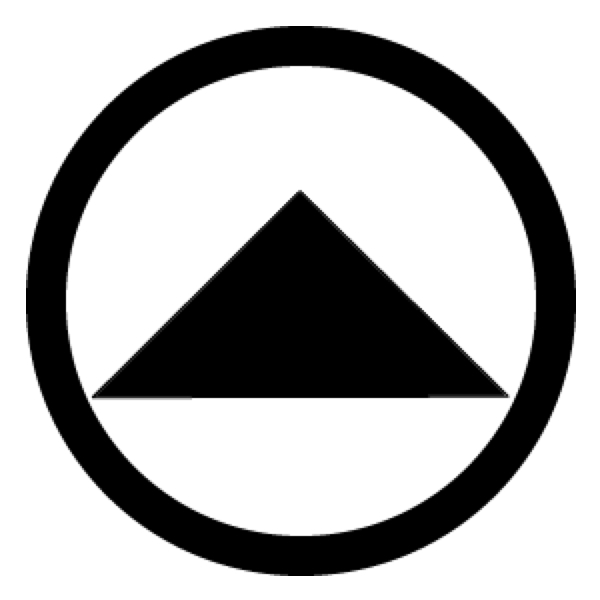
丸に一つ鱗
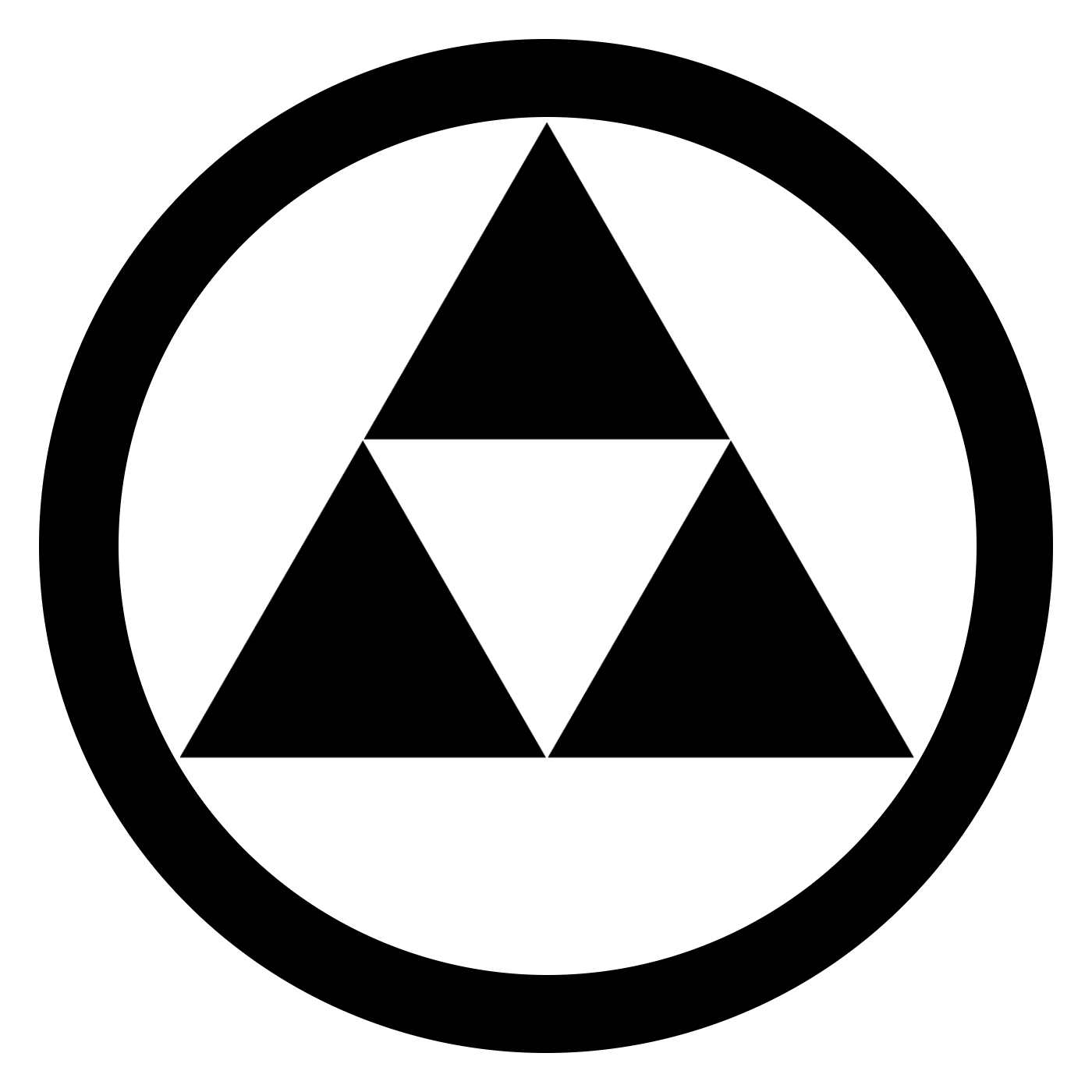
丸に三つ鱗
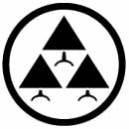
細輪に三つ鱗
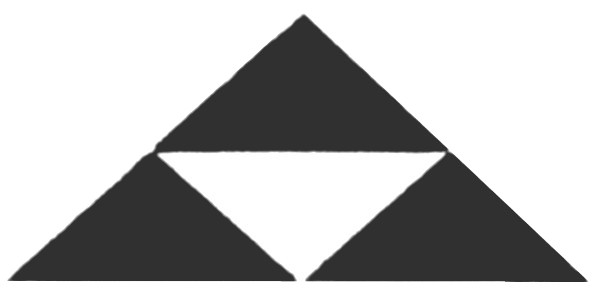
北条鱗 1
北条鱗 2